# Swimbridge
Swimbridge – wieś i civil parish w Anglii, w Devon, w dystrykcie North Devon. W 2011 civil parish liczyła 1005 mieszkańców. Swimbridge jest wspomniana w Domesday Book (1086) jako Birige.